# 科尔切斯特联足球俱乐部
科尔切斯特联足球俱乐部（英語：Colchester United Football Club，/ˈkoʊltʃɛstər/）是位於英格蘭東部埃塞克斯郡的科尔切斯特的職業足球會，在升級英格蘭冠军聯賽僅一季後，2007/08年球季後再降回英格蘭甲級聯賽作賽。
成立於1937年，直到1950年才加入英格蘭足球聯賽，歷史上一直處於較低的級別比賽，球隊最偉大的勝仗是1971年的足總杯第五圈以3-2淘汰由唐·李维帶領的。科尔切斯特主要的敵對球隊是修安聯，其餘尚有（可追溯到南部聯賽的時期）及（始於議會全國聯賽的時期）。

## 大事紀年
| 年 份   | 事 項                                                                                     |
| ------- | ----------------------------------------------------------------------------------------- |
| 1937-38 | 參加南部聯賽（Southern League）。同時參加周中比賽。南部《周中》聯賽亞軍                   |
| 1938-39 | 南部聯賽冠軍。南部《周中》聯賽亞軍                                                        |
| 1949-50 | 南部聯賽亞軍                                                                              |
| 1950-51 | 獲選加入足球聯盟南區丙組聯賽                                                              |
| 1958-59 | 聯賽重組後被置於丙組聯賽                                                                  |
| 1961    | 丙組聯賽排第廿三位，降級丁組                                                              |
| 1961-62 | 丁組聯賽亞軍，升級丙組                                                                    |
| 1965    | 丙組聯賽排第廿三位，降級丁組                                                              |
| 1965-66 | 丁組聯賽排第四位，升級丙組                                                                |
| 1968    | 丙組聯賽排第廿二位，降級丁組                                                              |
| 1971    | 決賽4-4，十二碼4-3擊敗，沃特尼杯冠軍                                                      |
| 1973-74 | 丁組聯賽排第三位，升級丙組                                                                |
| 1976    | 丙組聯賽排第廿二位，降級丁組                                                              |
| 1976-77 | 丁組聯賽排第三位，升級丙組                                                                |
| 1981    | 丙組聯賽排第廿二位，降級丁組                                                              |
| 1986-87 | 丁組聯賽排第五位，附加賽第一輪兩回合累計0-2負於狼隊                                       |
| 1990    | 丁組聯賽排第廿四位，降級足協全國聯賽                                                      |
| 1990-91 | 足協全國聯賽亞軍                                                                          |
| 1991-92 | 決賽3-1擊敗威頓維奇，足總錦標冠軍。足協全國聯賽冠軍，升級丁組                             |
| 1992-93 | 超聯成立，丁組改組為丙組《IV》                                                            |
| 1995-96 | 丙組《IV》聯賽排第七位，附加賽準決賽兩回合累計2-3負於                                     |
| 1996-97 | 決賽加時0-0，十二碼3-4負於，聯賽錦標亞軍                                                  |
| 1997-98 | 丙組《IV》聯賽排第四位，附加賽準決賽兩回合累計3-2擊敗，溫布萊決賽1-0擊敗，升級乙組《III》 |
| 2004-05 | 乙組《III》更名「英甲聯賽」                                                               |
| 2005-06 | 英甲聯賽亞軍，升級英冠聯賽                                                                |
| 2008    | 英冠聯賽排第廿四位，降級英甲聯賽。遷入                                                    |
| 2015-16 | 英甲聯賽排第廿三位，降級英乙聯賽                                                          |

## 球會近況
參見2015年至2016年英格蘭足球甲級聯賽
- 2015年11月26日，最近9戰僅1勝，19場賽事失掉44球更是聯賽中最差的紀錄，領隊托尼·休姆斯（Tony Humes）提前解約下台[1]。
- 2015年12月2日，委任U18青年隊主帥韋恩·布朗（英语：Wayne Brown (footballer, born August 1977)）（Wayne Brown）為看守領隊[2]。
- 2015年12月21日，聘請史蒂夫·克拉克（Steve Clarke）的副手凯文·基恩（Kevin Keen） 接掌球隊，而大衛·胡禮（英语：David Wright (footballer)）（David Wright）擔當助理領隊[3]。
- 2016年4月20日，主場0-3負於保頓艾爾賓後確定來季降班英乙[4]。

### 盃賽成績
| 圈數             | 日期          | 主／客   | 對賽球隊 | 紀錄                         |
| 聯 賽 盃         | 聯 賽 盃      | 聯 賽 盃 | 聯 賽 盃 | 聯 賽 盃                     |
| ---------------- | ------------- | -------- | -------- | ---------------------------- |
| 第一圈           | 2015年8月11日 | 主       | 雷丁     | 負0-1 （页面存档备份，存于） |
| 聯 賽 錦 標      |               |          |          |                              |
| 第一圈（南區東） | 2015年9月1日  | 客       |          | 負2-3 （页面存档备份，存于） |
| 足 總 盃         |               |          |          |                              |
| 第一圈           | 2015年11月7日 | 客       | 石威德   | 勝6-2 （页面存档备份，存于） |
| 第二圈           | 2015年12月6日 | 主       | 艾川查姆 | 勝3-2 （页面存档备份，存于） |
| 第三圈           | 2016年1月9日  | 主       |          | 勝2-1 （页面存档备份，存于） |
| 第四圈           | 2016年1月30日 | 主       |          | 負1-4 （页面存档备份，存于） |

## 主場球場

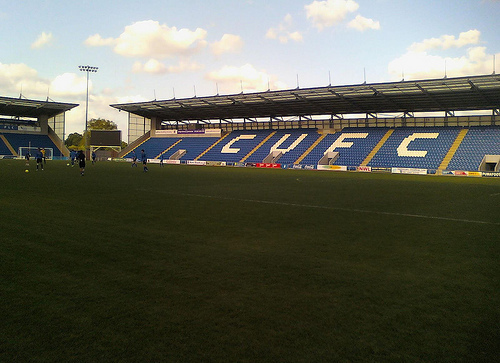
高車士打社區運動場

高車士打社區運動場（Colchester Community Stadium）獲冠名贊助稱為維斯頓住宅社區運動場（Weston Homes Community Stadium），是高車士打新建的主場球場。於2007年7月開始建造，初時名為布穀鳥農場（Cuckoo Farm），將於2008-09年球季正式啟用，於2008年8月4日舉行首場比賽，友誼賽對西甲的。
球場現時可容10,000名觀眾，但可擴建到28,000座，造價1,400萬英鎊。球場同時擁有超過600個泊車位及5個迷你球場，整項工程最終還有不同的運動、休閒及商業設施，包括網球場、酒店及餐廳。
2008年6月12日宣佈與維斯頓住宅有限公司（Weston Homes）達成總值近200萬英鎊10年冠名贊助。

## 球會榮譽
| 榮譽                | 次數        | 年度        |
| 聯 賽 比 賽         | 聯 賽 比 賽 | 聯 賽 比 賽 |
| ------------------- | ----------- | ----------- |
| 足協全國聯賽 冠軍   | 1           | 1991/92年。 |
| 丙組聯賽附加賽 冠軍 | 1           | 1997/98年。 |
| 杯 賽 比 賽         |             |             |
| 聯賽杯 亞軍         | 1           | 2000年。    |
| 联赛錦標 亞軍       | 1           | 1996/97年。 |
| 足總錦標 冠軍       | 1           | 1991/92年。 |
| 沃特尼杯 冠軍       | 1           | 1971年。    |

## 著名球星
- （Teddy Sheringham）
- （Lomana LuaLua）
- 马克·金塞拉（Mark Kinsella）
- 史蒂夫·麦加文（Steve McGavin）
- 罗伊·麦克多诺（Roy McDonough）